# Cynthia García
Cynthia García (San Miguel de Tucumán, 7 de noviembre de 1971) es una periodista argentina. Actualmente conduce el programa La García, de lunes a viernes de 6 a 9, por AM750. 
Trabajó en Radio Rivadavia, Radio Libertad, Radio Municipal, para el Grupo Clarín en Canal 13, Radio Nacional y para Radio Continental, pero se hizo conocida cuando comenzó a trabajar en el programa de la Televisión Pública (Argentina), 6, 7, 8. Fue panelista del programa Duro de domar en el canal de noticias C5N.
García tiene una posición afín al kirchnerismo, y ha mostrado simpatía especialmente por la figura de la expresidenta Cristina Fernández de Kirchner, lo que le ha valido críticas de ser una «periodista militante».

## Biografía
Nació en la ciudad de San Miguel de Tucumán, y de niña se mudó con su familia a Buenos Aires, donde en 1989 terminó sus estudios secundarios, en el Instituto Esteban Echeverría de la localidad de Munro.
Se formó tres años en Ciencias de la Educación y tres años de la carrera de Derecho, ambas en la UBA (Universidad de Buenos Aires).
Empezó a trabajar en periodismo en 1994, en radio Libertad, con Chiche Gelblung. Después trabajó en Canal 13 con María Laura Santillán en un talk show llamado Causa común. En ese equipo de producción aprendió a chequear testimonios previo a una nota. Escribió en las secciones Sociedad y Política de los diarios Perfil y Crítica. Durante cinco temporadas cocondujo con Guillermo Andino el programa Camino al andar, emitido por Plus Satelital.
Desarrolló su tarea periodística en Canal 13 y en las radios Rivadavia, Libertad y Municipal.

Soy periodista por influencia de un profesor de educación cívica de la secundaria, Eduardo Salerno, que es abogado de derechos humanos de Madres de Plaza de Mayo. Él había estado detenido, desaparecido y después vuelto a la vida desde el submundo del Proceso, y eso que estamos hablando de mediados de los años ochenta. Yo terminé la secundaria en 1989 ―como para contextualizarte―, o sea en los primeros años democráticos. En cuarto año, ese abogado nos hizo leer los derechos del hombre, la Declaración de los derechos humanos, que fue muy interesante. Y al final, cuando estaba repartiendo las notas, dijo: «Cynthia García, yo te veo aptitudes para ser abogada», y le dije: «No, yo quiero ser periodista en temas políticos». Me surgió así, espontáneamente. Creo que tenía que ver con que siempre leí mucho y siempre me gustó escribir. Mi mamá y mi hermano son abogados, pero en esa época no me gustaba la cosa del procedimiento de Tribunales o del papelerío de los expedientes, pero sí me gustaba el trasfondo del Derecho. Entonces me parecía que esas mezclas de gustos me llevaban hacia el periodismo como la cosa más viable de mi vocación.
Cynthia García (entrevista)

Condujo Crónicas en la mesa por radio. Entre 2007 y 2016 fue columnista del programa radial La mañana con Víctor Hugo Morales, en Radio Continental.
Además trabajó en radio Rivadavia, a la mañana y en el canal América, en América noticias. y en el programa televisivo de Mauro Viale. De lunes a viernes de 22:00 a 24:00 condujo un programa en radio Concepto AM, con Cristian Arrigoni (periodista de América 2), Marina Chiaramonte (historiadora).
Desde septiembre de 2011, Cynthia García condujo un programa de radio, La García, por radio Cooperativa AM 770, de lunes a jueves de 21:30 a 22:30.

Hay que separar a los periodistas de los medios en los que trabajan. Los periodistas no somos los medios en los que trabajamos. [...] [Sin embargo, se] debe hacer un análisis profundo de lo revelado por Wikileaks, que puso en evidencia que había columnistas políticos de medios prestigiosos que iban a la embajada de los Estados Unidos a recibir instrucciones y que les bajaran línea. Esos periodistas tienen actitudes vergonzantes, resignaron hace mucho tiempo su rol de periodistas, ya que no dicen lo que piensan sino que escriben lo que les dictan sus patrones y no tiene ningún prurito en realizar operaciones políticas con mentiras. [...] Los editorialistas de Clarín y La Nación renunciaron al periodismo hace mucho tiempo. Han decidido inmolarse por sus patrones, con actitudes dignas de un gurkha, han perdido cualquier tipo de calidad profesional y de objetividad. Hoy son simples gurkhas.
Cynthia García

Durante 2011, García promovió una solicitada ―firmada por más de 700 periodistas― que se solidarizaba con el juez de la Corte Suprema, Raúl Zaffaroni, después de que el diario Perfil revelara que cuatro departamentos de los que era propietario, pero que tenía alquilados, eran usados como prostíbulos.
Desde principios de 2012 trabajó como panelista en el programa de televisión 6, 7, 8. Allí fue panelista junto con
Orlando Barone,
Carlos Barragán,
Edgardo Mocca,
Mariana Moyano,
Dante Palma,
Sandra Russo y Nora Veiras.
En diciembre de 2015, apenas el empresario Mauricio Macri asumió la presidencia de Argentina ―quien durante años había sido blanco de los ataques de Cynthia García―, la periodista fue expulsada de los medios de comunicación en los que trabajaba y recibió toda clase de presiones, advertencias y amenazas.
En septiembre de 2019, durante el Gobierno de Mauricio Macri, el canal La García (en el sitio web YouTube) fue hackeado, y todo su material audiovisual fue eliminado. En 2022 trabajó como columnista en el sitio web y canal de Stream Data Diario. Desde 2023 es panelista de Duro de domar en C5N.

## Críticas y controversias
América noticias donde trabajaba  mostró las imágenes del cadáver de Nora Dalmasso.

Hay dos cosas por considerar. La lógica de la televisión no hace análisis. Desde ese punto de vista, todo se puede mostrar. Tuvimos un debate interno y se llegó a la conclusión de que se podían emitir. Las imágenes son reveladoras. Son mucho menos de lo que se ha hablado en los medios sobre este caso. Es la escena del crimen. En las imágenes se puede ver si tenía o no el doble nudo en el cuello. El país entero habla de esto. El televidente puede sacar otras deducciones con estas fotos. [...] Estas fotos suman sin inventar.
Cynthia García

.
Ella se defendió explicando lo que hizo:

Consideré en términos políticos que no es correcto dejar sin voz en la radio pública al Gobierno un día después de elecciones. Mi compromiso es con el proyecto político que encabeza la presidenta Cristina.

## Premios y reconocimientos
En 2006 ganó el premio Éter en la categoría «revelación periodística en radio», por su labor en Desayuno continental, por radio Continental, junto al periodista Daniel López.
En 2017, obtuvo el premio Rodolfo Walsh, otorgado por la Universidad Nacional de La Plata, junto con los periodistas Roberto Navarro y Juan Alonso. El premio le fue entregado de manos de la presidenta de Abuelas de Plaza de Mayo, Estela de Carlotto, y el periodista uruguayo Víctor Hugo Morales, quien también obtuvo la distinción en el año 2014.